# Pimpinella heywoodii
Pimpinella heywoodii är en flockblommig växtart som beskrevs av Dawit. Pimpinella heywoodii ingår i släktet bockrötter, och familjen flockblommiga växter. Inga underarter finns listade i Catalogue of Life.